# Poliperconte
Poliperconte (em grego: Πολυπέρχων; 394 a.C. — 303 a.C.) foi um general macedônico que serviu a Filipe II da Macedónia e Alexandre, o Grande, acompanhando Alexandre em suas longas jornadas.
Após a morte de Alexandre, continuou na Grécia, ajudando Antípatro nas rebeliões da região. Permaneceu como regente da Macedônia enquantro Antípatro viajava para a Ásia Menor na tentativa de controlar todo o Império.
Após a morte de Antípatro, foi nomeado seu sucessor, no lugar de Cassandro da Macedónia, filho de Antípatro. Os dois entraram em guerra civil.
Cassandro tomou a Macedônia, e Poliperconte fugiu para Epiro, onde encontrou a mãe de Alexandre, Olímpia do Epiro, a viúva Roxana e o filho, Alexandre IV. Formou, assim, uma aliança com Olímpia e com o rei Aeacides de Epiro. Cassandro assassinou Olímpia e tomou Roxana e Alexandre IV sob sua custódia.
Poliperconte fugiu então para o Peloponeso, se aliando a Antígono Monoftalmo. Quando a guerra começou novamente entre Antígono e seus inimigos, Antígono enviou o filho natural de Alexandre, Héracles para Poliperconte, usando-o como moeda de troca contra Cassandro. Poliperconte então rompeu com Antígono e assassinou o rapaz em 309 a.C.  Ele manteve o controle do Peloponeso até sua morte alguns anos depois.